# Vuojansalo
Vuojansalo är en ö i Finland. Den ligger i sjön Salosvesi och Pettämä och i kommunen Jämsä i den ekonomiska regionen  Jämsä  och landskapet Mellersta Finland, i den södra delen av landet, 220 km norr om huvudstaden Helsingfors. Öns area är 1,07 kvadratkilometer och dess största längd är 1,8 kilometer i sydöst-nordvästlig riktning.